# Pellaea holstii
Pellaea holstii là một loài thực vật có mạch trong họ Adiantaceae. Loài này được Hieron. miêu tả khoa học đầu tiên.